# Alfred Seeger

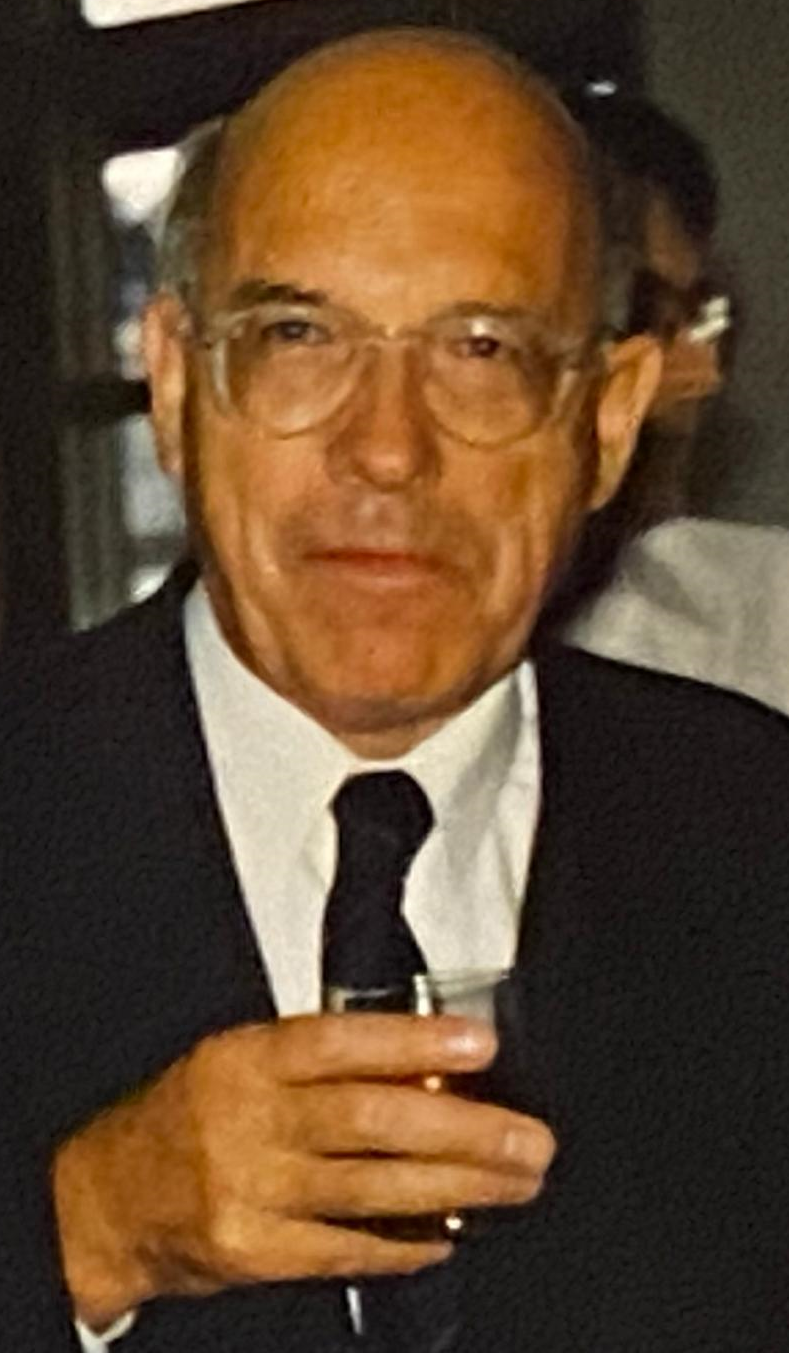
Alfred Seeger, Professor für Physik, Stuttgart 1989

Alfred Seeger (* 31. August 1927 in Stuttgart; † 18. Oktober 2015) war ein deutscher Festkörperphysiker. Seeger war Professor an der Universität Stuttgart und Direktor am Max-Planck-Institut für Metallforschung in Stuttgart.

## Leben
Im Zweiten Weltkrieg wurde Seeger 1943 als Luftwaffenhelfer eingesetzt, worauf Arbeitsdienst und Dienst in der Wehrmacht folgten.
Seeger studierte (nach Notabitur) von 1946 bis 1949 Physik an der damaligen Technischen Hochschule Stuttgart. 1951 wurde er im Alter von nur 23 Jahren mit der Dissertation Zur Gittertheorie der Versetzungen promoviert. Anschließend forschte er als Postdoktorand an der University of Bristol unter anderem bei dem späteren Nobelpreisträger Nevill Francis Mott, einem der Pioniere der Festkörperphysik. Seeger habilitierte sich 1954 im Fach Physik wieder an der TH Stuttgart mit der Arbeit Versetzungen und Kristallplastizität und war anschließend an der Universität Cambridge tätig. 1959 wurde er auf einen neugeschaffenen Lehrstuhl für Festkörperphysik an der TH Stuttgart berufen und 1965 zum Wissenschaftlichen Mitglied der Max-Planck-Gesellschaft und Direktor am Max-Planck-Institut für Metallforschung berufen, an dem er bis zu seiner Emeritierung im Jahr 1995 tätig war.
Seine wissenschaftlichen Arbeitsgebiete reichten von der Theorie atomarer Fehlstellen und der Theorie der Versetzungen bis zur Tieftemperaturphysik und Supraleitung und der Herstellung hochreiner Metalle. Weiterhin entdeckte er die solitonischen Eigenschaften partieller nichtlinearer Differentialgleichungen.
Seegers Werk umfasst rund 650 wissenschaftliche Veröffentlichungen. Etwa 180 Promotionen und 200 Diplomarbeiten wurden in seinem Arbeitskreis verfasst. Einer seiner Schüler war Ulrich Gösele. „Seeger hat durch zahlreiche bahnbrechende Arbeiten im Bereich der Metall- und Festkörperphysik die Entwicklung dieser Gebiete (...) über mehr als vier Jahrzehnte maßgeblich beeinflusst. (...) Im großen Gebiet der Festkörperphysik gibt es kaum einen Bereich, der Alfred Seeger nicht wertvolle Anregungen und Beiträge verdankt“ schreibt Helmut Kronmüller in seinem Nachruf auf Seeger.
Im Oktober 2016 fand ein Gedenkkolloquium an seiner langjährigen Wirkungsstätte, dem heutigen MPI für Intelligente Systeme in Stuttgart, statt.

## Mitgliedschaften, Preise und Auszeichnungen (Auswahl)
- Masing-Gedächtnispreis der Deutschen Gesellschaft für Materialkunde (1957)[5]
- Wahl zum Mitglied der Leopoldina (1976)
- Heyn-Denkmünze der Deutschen Gesellschaft für Materialkunde (1983)[6]
- Mitglied der Academia Europaea (1989)
- Goldmedaille des Japan Institute of Metals (1992)
- Zener-Preis (1993)
- Deutsch-Südafrikanischer Alexander von Humboldt-Preis (1997)
- Ehrendoktor der Ludwig-Maximilians-Universität München

## Veröffentlichungen
- Moderne Probleme der Metallphysik - Berlin : Springer
  - Band 1: Fehlstellen, Plastizität, Strahlenschädigung und Elektronentheorie, Springer, Berlin 1965
  - Band 2: Chemische Bindung in Kristallen und Ferromagnetismus, Springer, Berlin 1966
- Die Erforschung der Materie mit Antimaterie, in: Jahrbuch der Max-Planck-Gesellschaft 1983, Max-Planck-Gesellschaft, München 1983, Seite 24ff.